# Lanna Commins
Lanna Cummins o also Lanna Cummins (3 de noviembre de 1983 en Bangkok), es una cantante tailandesa hija padre australiano y de la cantante tailandesa Soontaree Vechanont, una popular intérprete de la música folclórica de su país. Fue escolarizada en Australia, Malasia y Tailandia, además se hizo acreadora de un Grammy por sus mejores álbumes.

## Discografía
- 2004 - Lanna Commins
- 2005 - Yin Dee Pee Ra Gaa
- 2006 - Happy Trip